# つるまげどん
『つるまげどん』は、2001年1月11日から2002年3月21日まで毎日放送テレビ（MBSテレビ）で放送されたバラエティ番組。放送時間は毎週木曜 23:55 - 24:55 (JST) 。
この項目では、その後継番組『鶴瓶×円 チャンブル』についても触れる。

## 概要

### つるまげどん
笑福亭鶴瓶と円広志が毎回様々な企画に挑戦していた深夜番組である。
当初は「つるまげどんグループ」という架空の会社を舞台に、鶴瓶たちが面談希望者たちとトークをする企画を実施していた。この企画には一般からの参加者たちのほか、宍戸錠、山本太郎、池谷幸雄など、毎回様々な芸能人たちが訪れては鶴瓶たちとの面談に臨んでいた。この面談で上手く自分をアピールできた者には秘密の「特別手当」を進呈していた。
2001年6月14日放送分からは関西各地での屋外ロケが主体になり、以後は様々な企画を展開するようになった。中でも鶴瓶たちが60分きっちりのロケを敢行する「60分ロケ」企画や、鶴瓶と円が街中でギャンブル勝負をする企画、プロの手つきを観察しながら見よう見真似で作った料理の味で勝負をする企画などはシリーズ化していた。

### 鶴瓶×円 チャンブル
2002年4月11日から同年6月27日まで同じ時間に放送されていた番組で、この番組にも引き続き鶴瓶と円が出演していた。
タイトルは「チャリティ」と「ギャンブル」をかけ合わせた造語。
鶴瓶・円とゲストの3人が町中を歩き回りながらその場でギャンブルの問題を考える。
各自チップの代わりにおにぎりを20個ずつ持ち、親（問題ごとに交替）が決めた個数をそれぞれがベットし、正解が1人だったら外れた2人のおにぎりを総取りし、正解が2人なら外れた1人のおにぎりを分け合う。
最終的に手持ちのおにぎりが20個より多かった場合、差分×5000円をもらえるが、20個を下回ったら、足りない個数×5000円を番組に払わなければならない。この番組に払われた分を積み立てて、最終的に困ってる人の為に使う。
こちらはつるまげどん時代からたびたび実施していた街中でのギャンブル企画をメインに据えていたが、番組はリニューアルからわずか3か月で打ち切られた。なお、つるまげどん時代には番組公式サイトが存在していたが、この番組の公式サイトは作られていなかった。

## 出演者
- 笑福亭鶴瓶 - つるまげどん・チャンブル双方に出演。
- 円広志 - つるまげどん・チャンブル双方に出演。
- 鈴木史朗 - チャンブルで司会進行を勤めていた。
- 桂昇蝶 - つるまげどん時代の出演者。
- 酒井彩名 - つるまげどん時代の出演者で、初回から2002年1月24日放送分まで出演。酒井の卒業回では、彼女が男性レギュラー陣全員と2人きりのデートをする企画が行われた。
- 大森玲子 - つるまげどん時代の出演者で、酒井に替わって2002年1月31日放送分からレギュラー入り。